# Бона (канал)
Бо́на (бел. Бона) — мелиоративный канал в Брестской области Беларуси, левый приток Мухавца. Длина составляет 34 км. Канал является древнейшим подобным сооружением на территории Белоруссии. Начинается в 2-х км от деревни Заорье Малоритского района, протекает по Кобринскому району и впадает в реку Мухавец в городе Кобрине.

## История строительства
Строительство канала было начато по приказу владелицы Кобринской экономии королевы польской и великой княгини литовской Боны Сфорца. С 1550-х годов Бона начала активную деятельность по проведению масштабной аграрной реформы на принадлежавших ей землях. В ходе реформы, получившей название волочная помера, проводились обмер земель и деление их на стандартные участки — волоки. Кроме того, проводилась ревизия, в ходе которой собирались данные о состоянии земель. Проведение земельной реформы, заселение ранее необжитых земель сделали необходимым проведение работ по мелиорации. Кроме строительства канала, названного в честь Боны, ей была предпринята также попытка осушения болота южнее Кобрина, а также, по некоторым данным, строительство другого канала — от Пинского замка до деревни Стытычево (в 5 км от Пинска), где находилась великокняжеская резиденция.
В 1939—1940 годах канал был продлён от деревни Хидры до деревни Заорье.